# Hou Yifan
Dans ce nom chinois, le nom de famille, Hou, précède le nom personnel.
Hou Yifan (en chinois : 侯逸凡 ; en pinyin : Hóu Yìfán), née le 27 février 1994 dans la province du Jiangsu, est une joueuse d'échecs chinoise.
Prodige des échecs, elle obtient la norme de Grand maître international en 2008, à l'âge de 14 ans et 6 mois. Elle devient championne du monde d'échecs en 2010, ce qui en fait la plus jeune femme à avoir obtenu ces deux titres. Elle conserve sa couronne mondiale en 2011, mais perd son titre en 2012 au profit d'Anna Ushenina, avant de la lui reprendre en septembre 2013 en la battant très facilement en match, sur le score de 5,5 – 1,5 (+4 =3).
En 2015, elle est absente du championnat du monde féminin ; le titre revient à Mariya Mouzytchouk qui affronte Hou Yifan en 2016 pour le titre mondial. Elle récupère son titre sur la marque de 6 à 3 (+3 =6). Mais, en mai 2016, elle indique dans une interview qu'elle quitte le cycle de qualification du championnat du monde féminin d'échecs, n'étant pas d’accord avec le système employé.
Au 21 août 2022, avec un classement Elo de 2 650 points, Hou Yifan est la 1re joueuse mondiale féminine et 99e joueur mondial,.

## Biographie
Hou Yifan commence à jouer aux échecs à l'âge de 6 ans. Elle est membre du centre national d'échecs de Pékin. Son entraîneur est le grand maître international chinois Ye Jiangchuan, qui est selon le classement FIDE de juillet 2006, le meilleur joueur chinois.
En 2012, elle va étudier les relations internationales à l'université de Pékin.
En 2018, elle reçoit la bourse Rhodes, lui permettant d'entrer dans le master en politique publique proposé par la l'école de gouvernement de Blavatnik de l’université d’Oxford.
En 2020, elle devient, à 26 ans, le plus jeune professeur titulaire de l’histoire de l’université de Shenzhen en devenant professeur d'échecs au sein du département d'éducation physique.

## Carrière aux échecs

### Débuts
En 2003, à l'âge de neuf ans, Hou Yifan obtient la première place au Championnat du monde des jeunes dans la catégorie filles de moins de 10 ans. Au Championnat du monde des jeunes en 2004, elle arrive à la troisième place (première ex æquo aux points, mais 3e au départage) dans la catégorie mixte des moins de 10 ans.
En  2005, Au tournoi féminin « 3 Arrows Cup » à Jinan en Chine, elle obtient la cinquième place (quatrième ex æquo aux points mais cinquième au départage).
En juillet 2006, à l'âge de 12 ans, la Fédération internationale des échecs (FIDE) la crédite d'un classement Elo de 2 488, ce qui fait d'elle à cette période la huitième meilleure joueuse mondiale et la seconde meilleure joueuse junior (moins de 20 ans) du monde, ce qui la révèle comme l'une des joueuses d'échecs les plus précoces de tous les temps[réf. souhaitée].

### Progression rapide dans le classement mondial (2005 à 2007)

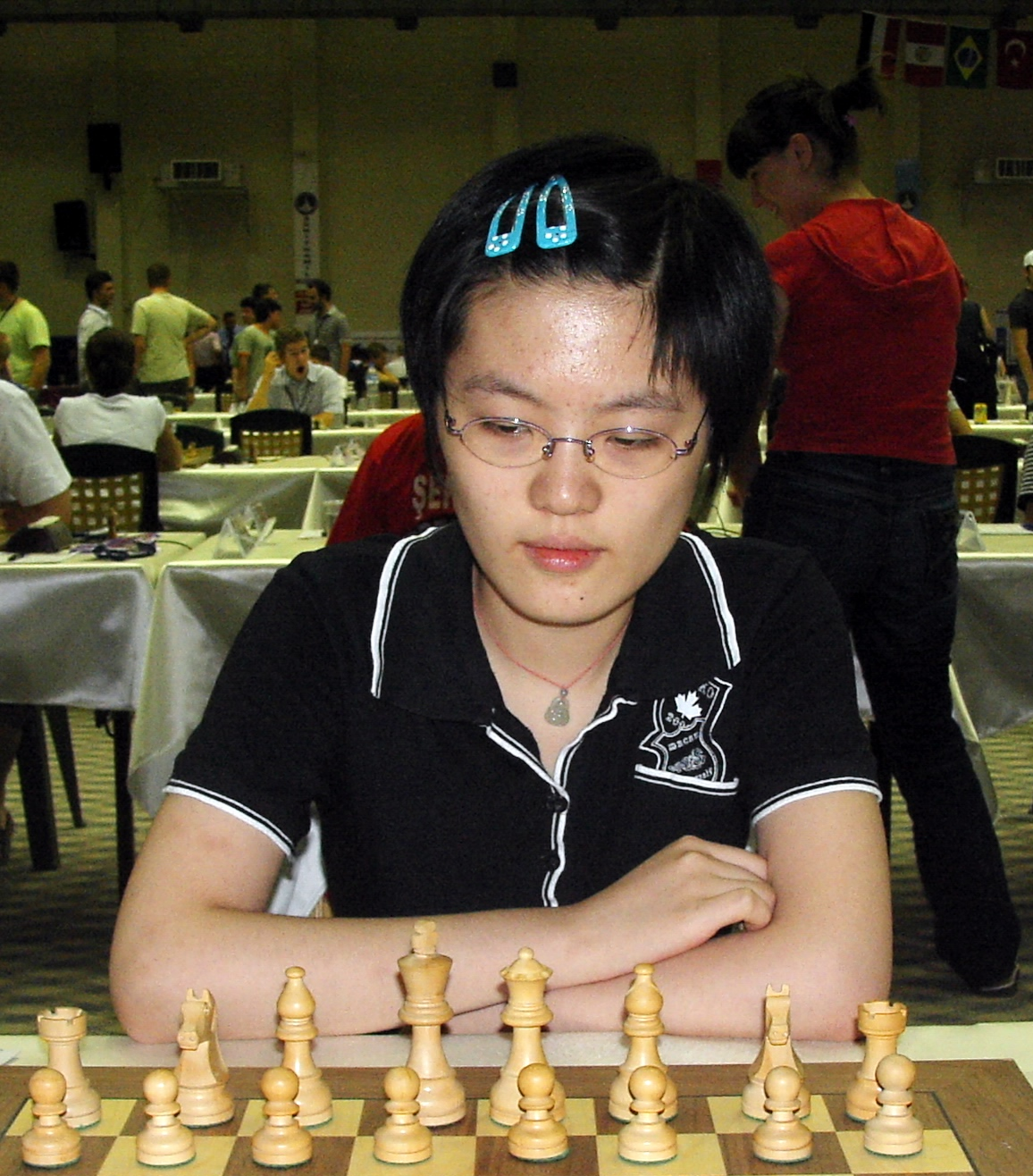
Hou Yifan en 2008.

De juillet 2005 à juillet 2006, le classement de Hou Yifan progresse de 330 points Elo, dont 190 points entre avril et juillet 2006. Cette progression est quasiment inédite à ce niveau[réf. nécessaire].
En juin 2007, à l'âge de 13 ans, elle remporte le championnat national chinois féminin, à Chongqing. Elle bat ainsi le record de sa compatriote Qin Kanying, qui avait gagné le titre national en 1988 à l'âge de 14 ans.
En janvier 2007, elle est à plus de 2 500 points Elo, devenant la deuxième joueuse de moins de 20 ans et la 8e joueuse mondiale. Ce classement l'amène aux points nécessaires pour accéder au titre de grand maître international mixte, alors qu'elle n'est même pas encore maître international féminin. Ainsi, à 12 ans, elle est l'un des joueurs d'échecs les plus précoces de tous les temps, aux côtés de Sergey Karjakin, Parimarjan Negi, Magnus Carlsen ou Ruslan Ponomariov.
Du côté féminin, elle égale en précocité celles de Judit Polgár (seule femme à être entrée dans le top 10 mixte) et Humpy Koneru.

### Victoires aux championnats du monde féminins
| Année | Lieu                    | Résultat                              | Ultime adversaire                             | Adversaires battues                                                                  |
| ----- | ----------------------- | ------------------------------------- | --------------------------------------------- | ------------------------------------------------------------------------------------ |
| 2006  | Iekaterinbourg, Russie  | troisième tour                        | Nino Khourtsidzé                              | Nadejda Kosintseva Natalia Joukova                                                   |
| 2008  | Naltchik, Russie        | finaliste                             | Alexandra Kosteniouk                          | Mona Khaled Batkhuyagiin Möngöntuul Elena Sedina Lilit Mkrtchian Humpy Koneru        |
| 2010  | Antakya, Turquie        | championne du monde                   | Ruan Lufei                                    | Carla Heredia Serrano Marina Romanko Zhu Chen Kateryna Lagno Humpy Koneru Ruan Lufei |
| 2011  | Tirana                  | championne du monde                   | Match gagné contre Humpy Koneru 5,5 à 2,5.    | Match gagné contre Humpy Koneru 5,5 à 2,5.                                           |
| 2012  | Khanty-Mansiïsk, Russie | deuxième tour                         | Monika Soćko                                  | Sachini Ranasinghe                                                                   |
| 2013  | Taizhou (Jiangsu)       | championne du monde                   | Match gagné contre Anna Ushenina (5,5 à 1,5). | Match gagné contre Anna Ushenina (5,5 à 1,5).                                        |
| 2015  | Sotchi                  | Absente du championnat du monde 2015  | Absente du championnat du monde 2015          | Absente du championnat du monde 2015                                                 |
| 2016  | Lviv                    | championne du monde                   | Match gagné 6 à 3 contre Mariya Mouzytchouk.  | Match gagné 6 à 3 contre Mariya Mouzytchouk.                                         |
| 2017  | Téhéran                 | Absente du championnat du monde 2017. | Absente du championnat du monde 2017.         | Absente du championnat du monde 2017.                                                |

#### Premiers championnats du monde (2006 et 2008)
En 2005, à onze ans, Hou Yifan remporte le tournoi zonal féminin de Pékin avec six points sur neuf.
En 2006, au championnat du monde féminin, Hou Yifan atteint le troisième tour (huitièmes de finale).
En 2007, elle remporte le tournoi zonal féminin de Tianjin avec huit points sur neuf.
En 2008, elle atteint à quatorze ans la finale du championnat du monde féminin, qu'elle perd face à la Russe Alexandra Kosteniouk, après avoir battu en demi-finale la favorite, l'Indienne Humpy Koneru.

#### Championne du monde à seize ans (2010 et 2011)

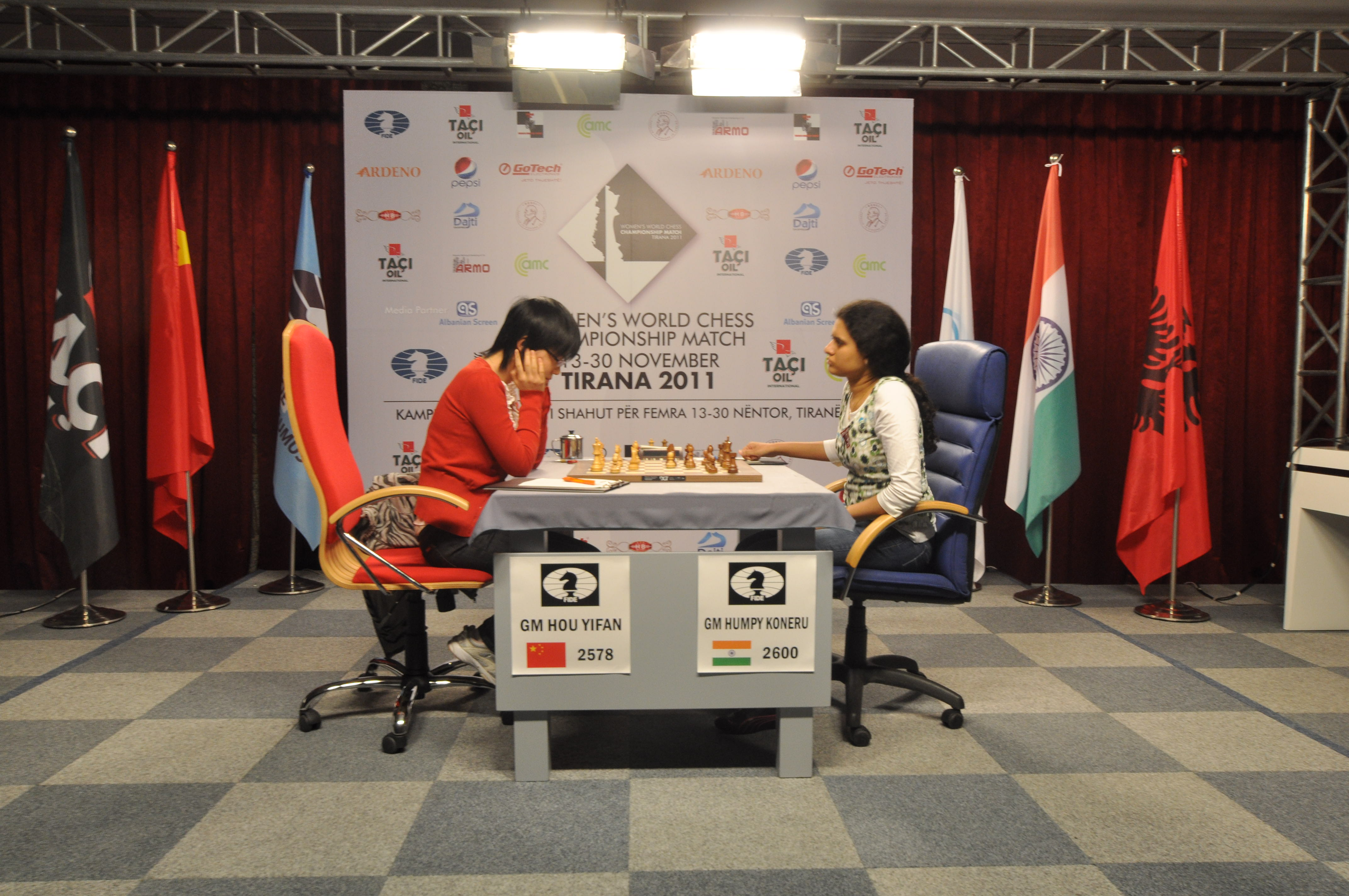
Hou Yifan face à Humpy Koneru lors du Championnat du monde féminin de 2011 à Tirana.

Le 24 décembre 2010, Hou Yifan remporte à 16 ans le championnat du monde féminin, en battant en finale sa compatriote Ruan Lufei (5 points à 3). En novembre 2011, elle conserve son titre mondial féminin en s'imposant 5½ – 2½ (+3, =5) face à Humpy Koneru.

#### Défense du titre mondial (2012 et 2013)
En 2012, Hou Yifan est battue au deuxième tour du championnat du monde par Monika Soćko et perd son titre au profit d'Anna Ushenina, avant de lui reprendre en septembre 2013, la battant facilement en match sur le score de 5,5 – 1,5 (+4 =3).

#### Championnat du monde 2016
En 2015, Hou Yifan déclare forfait lors du championnat du monde féminin, ne défendant pas son titre pour des raisons de planning.
En mars 2016, elle affronte la championne du monde Mariya Mouzytchouk et reconquiert le titre mondial sur un score de 6 à 3 (+3 =6).

#### Retrait du cycle du championnat du monde
En mai 2016, Hou Yifan indique dans une interview au site Chessbase.com qu'elle quitte le cycle de qualification du championnat du monde d'échecs féminin, n'étant pas d’accord avec le système employé.
Le système actuel, un tournoi à élimination directe, trop aléatoire selon elle, permet le gain du titre de championne du monde sans match avec la championne en titre, celle-ci remettant en jeu son titre automatiquement, ce qu'elle ne trouve pas juste,.
Elle indique que la championne du monde en titre devrait pouvoir faire, comme chez les hommes, un match en dix parties pour défendre son titre, et souhaiterait que ce cycle féminin actuel fasse de sa gagnante le challenger de la championne du monde, et non la championne du monde directement. Ayant fait des propositions dans ce sens à la FIDE depuis plusieurs années, elle indique n'avoir pas été entendue,.
En mai 2019, Hou Yifan est la seule joueuse à refuser l'invitation à participer au tournoi des candidates pour le championnat du monde d'échecs. Elle se consacre à ses études à Oxford plutôt qu'à la compétition.

### Résultats aux coupes du monde mixtes
En 2009, Hou Yifan participe à la coupe du monde à Khanty-Mansiïsk. Elle est éliminée au premier tour, après départages en blitz, par Arkadij Naiditsch.
En 2011, Hou Yifan participe à la coupe du monde à Khanty-Mansiïsk. Elle est éliminée au premier tour,  Sergei Movsessian (0 à 2).
En 2013, Hou Yifan participe à la coupe du monde à Tromsø. Elle est éliminée au premier tour, après départages en parties rapides, par Alexeï Chirov.
En 2015, Hou Yifan participe à la coupe du monde à Bakou. Elle est éliminée au deuxième tour, après départages en parties rapides, par Shakhriyar Mamedyarov.
En 2017, Hou Yifan participe à la coupe du monde à Tbilissi. Elle est éliminée au deuxième tour, après départages en parties rapides, par Levon Aronian, futur vainqueur de la Coupe du monde.
| Année | Lieu            | Résultat      | Ultime adversaire     | Adversaires battus |
| ----- | --------------- | ------------- | --------------------- | ------------------ |
| 2009  | Khanty-Mansiïsk | premier tour  | Arkadij Naiditsch     |                    |
| 2011  | Khanty-Mansiïsk | premier tour  | Sergei Movsessian     |                    |
| 2013  | Tromsø          | premier tour  | Alexeï Chirov         |                    |
| 2015  | Bakou           | deuxième tour | Shakhriyar Mamedyarov | Rafael Leitão      |
| 2017  | Tbilissi        | deuxième tour | Levon Aronian         | Kacper Piorun      |

### Résultats dans les tournois internationaux mixtes

#### Festival de Gibraltar 2012
En février 2012, lors du 10e Festival d'échecs de Gibraltar, Hou Yifan finit, à l'âge de 17 ans, première ex æquo (deuxième au départage) avec le britannique Nigel Short, avec un score de 8 points sur 10 (+7 -1 =2) et une performance Elo de 2 872 ; elle gagne à cette occasion 33,9 points Elo.
Avant la dernière partie, où elle fait nulle face au grand maître Shakhriyar Mamedyarov, elle menait seule le tournoi. À cette occasion, elle bat quatre forts grands maîtres, dont la joueuse hongroise numéro un mondial Judit Polgár, qu'elle rencontrait pour la première fois. C'est de loin la meilleure performance de sa jeune carrière, et qui a fortement étonné.

#### Tournoi de Wijk aan Zee 2013

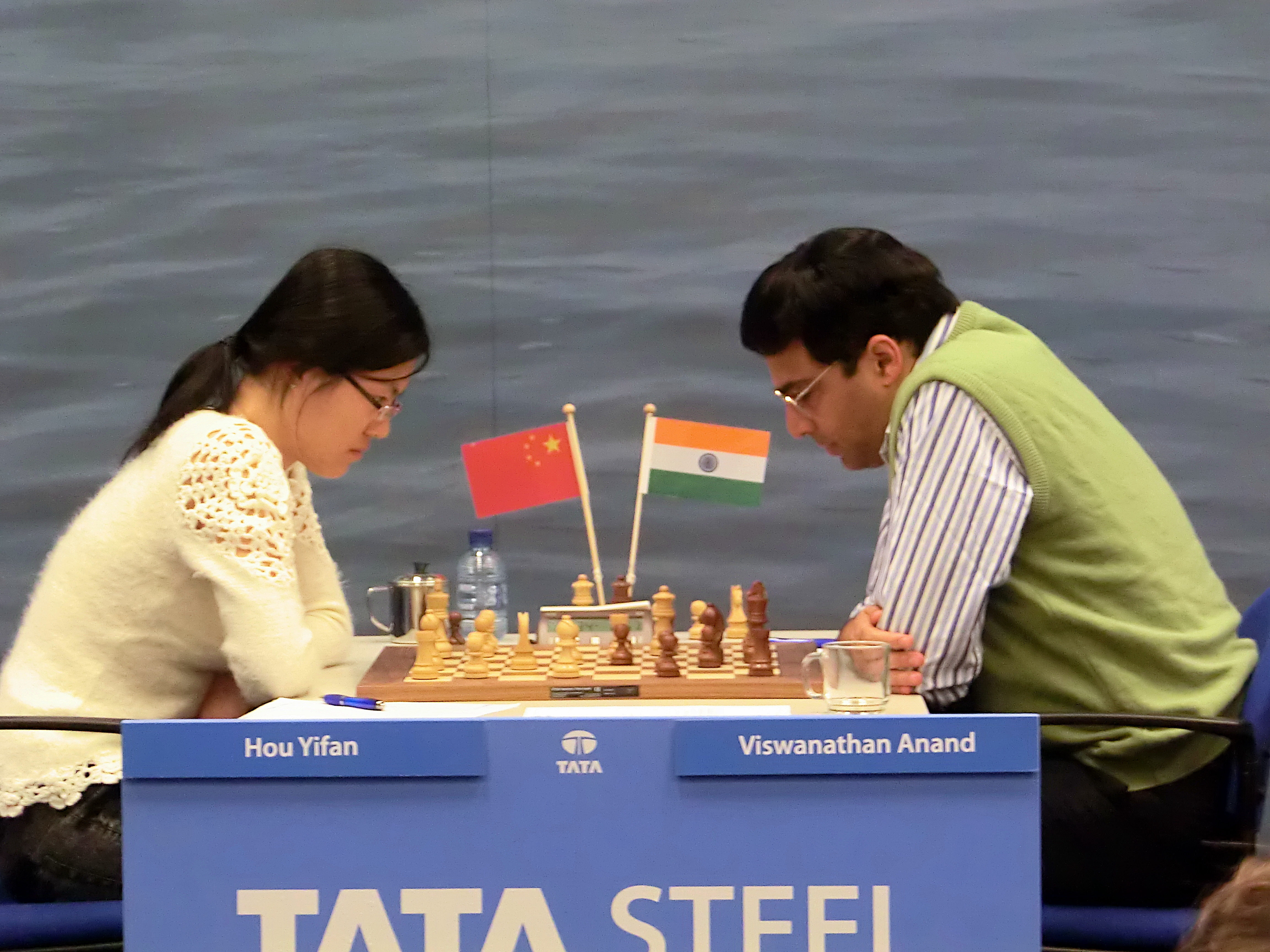
Hou Yifan face à Viswanathan Anand lors du Tournoi de Wijk aan Zee en 2013.

En 2013, Hou Yifan, classée quatorzième au début du tournoi, finit à la onzième place du tournoi de Wijk aan Zee.

#### Festival de Bienne 2014
En 2015, Hou Yifan, classée dernière au début du tournoi, finit à la troisième-cinquième place du festival de Bienne, avec 5 points sur 10.

#### Festival de Gibraltar 2015
En 2015, Hou Yifan termine troisième du festival de Gibraltar, avec une performance Elo de 2 772 points.

#### Tournoi de Dortmund 2015
En 2015, Hou Yifan participe au super tournoi de Dortmund. Elle finit à l'avant-dernière place ex æquo, ce qui correspond à son classement Elo au début du tournoi.

#### 2016
En 2016, Hou Yifan participe pour la deuxième fois au groupe A du super tournoi de Wijk aan Zee. Elle finit treizième et avant-dernière du tournoi.
En 2016, elle participe au super tournoi d'échecs de Shamkir (catégorie 20). Classée avant-dernière au début du tournoi, elle finit à la dernière place avec 2,5 points sur 9.

#### Festival de Gibraltar 2017
Le 2 février 2017, lors du 15e Festival d'échecs de Gibraltar, Hou Yifan arrive 25 minutes après le début de la 10e et dernière ronde. Elle saborde ensuite sa partie contre le grand maître indien Lalith Babu, perdant en cinq coups seulement, en jouant : 1.g4 d5 2.f3 e5 3.d3 Dh4+ 4.Rd2 h5 5.h3 hxg4 0-1.
Après la partie, elle indique en interview que son comportement est une manière de protester contre les appariements du tournoi, qui l'ont fait jouer sept parties sur dix contre des femmes (ce qui est une fréquence assez inhabituelle pour un tournoi mixte), et la cause de son énervement. Elle indique également en avoir parlé aux organisateurs deux jours auparavant, apparemment sans changement. Elle s'excuse ensuite auprès des joueurs d'échecs, de ses fans et de ceux qui suivent les Masters de Gibraltar,.

#### Tournoi Grenke (Baden-Baden) 2017
En 2017, Hou Yifan finit quatrième ex æquo avec Maxime Vachier-Lagrave et Arkadij Naiditsch au tournoi d'échecs de Baden-Baden (tournoi Grenke), tournoi toutes rondes remporté par Levon Aronian. Elle marque 3,5 points sur 7 et bat à cette occasion le grand maître Fabiano Caruana.

#### Grand Prix FIDE 2017
En 2017, Hou Yifan participe au Grand Prix FIDE :
- du 16 au 27 février 2017 à Charjah, elle marque 4 points sur 9 et finit à la quatorzième place sur dix-huit participants ;
- du 12 au 21 mai 2017 à Moscou, elle partage la troisième place avec 5 points sur 9, ex æquo avec Teimour Radjabov, Peter Svidler, Aleksandr Grichtchouk, Hikaru Nakamura, Maxime Vachier-Lagrave et Anish Giri ;
- du 6 au 15 juillet 2017, elle marque 2,5 points sur 9 et finit à l'avant-dernière place ex æquo avec Richárd Rapport.

#### Festival de Bienne 2017
En 2017, Hou Yifan remporte le festival d'échecs de Bienne sur le score de 6.5/9 (5 gains, 3 nulles, 1 perte) avec une performance Elo de 2 809 points.

#### 2018
En 2018, Hou Yifan finit dernière du tournoi de Wijk aan Zee avec huit pertes et cinq nulles. La même année, elle finit avant-dernière du tournoi Grenke de Baden-Baden et Karlsruhe.

### Grands Prix FIDE féminins

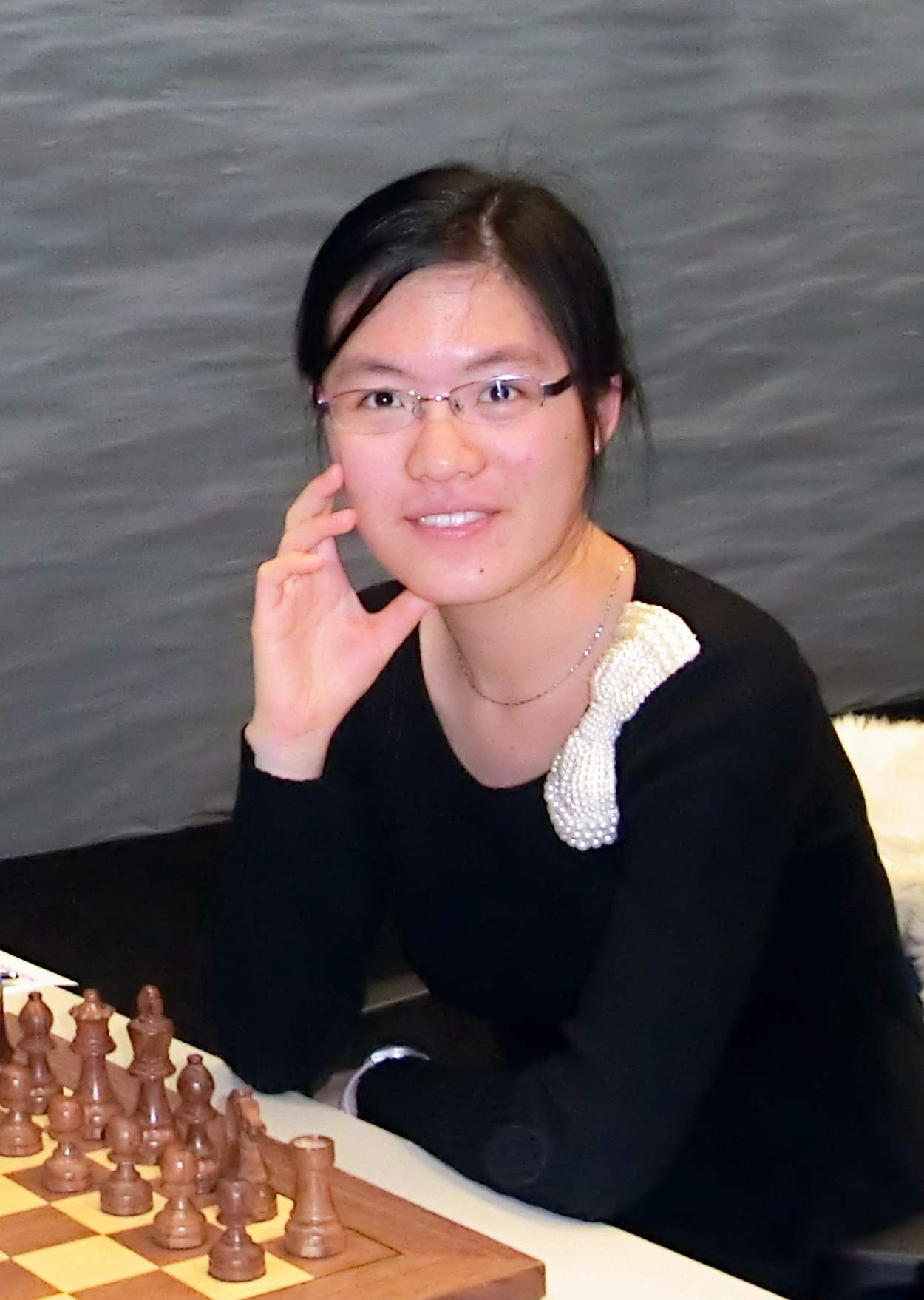
HouYifan en 2013.

Hou Yifan a remporté trois Grands Prix FIDE féminins : en 2009-2011, 2011-2012 et 2013-2014.

#### 2009-2011
- Mars 2009 : 2e-3e du tournoi d'Istanbul (8/11), tournoi remporté par Humpy Koneru.
- Avril 2010 : deuxième du tournoi de Naltchik (7,5/11), tournoi gagné par Tatiana Kosintseva.
- Juin-juillet 2010 : sixième du tournoi de Djermouk (6/11), tournoi remporté par Nana Dzagnidzé,
- Juillet-août 2010 : vainqueur du tournoi d'Oulan-Bator (8/11).

#### 2011-2012
- Août 2011 : vainqueur du tournoi de Rostov (8/11).
- Septembre 2011 : vainqueur du tournoi de Shenzhen (8/11).
- Juin 2012 : 3e-4e du tournoi de Kazan (7/11), tournoi gagné par Humpy Koneru et Anna Mouzytchouk.
- Juillet 2012 : vainqueur du tournoi de Djermouk (7/11).

#### 2013-2014
- Mai 2013 : 8e-9e du tournoi de Genève (5/11), tournoi remporté par Bela Khotenashvili.
- Avril 2014 : vainqueur du tournoi de Khanty-Mansiïsk (8,5/11).
- Juin-juillet 2014 : vainqueur du tournoi de Lopota (en) (Géorgie) (9/11).

Avec sept parties gagnées et quatre nulles — soit 9 points sur 11, les deux suivantes, Ju Wenjun et Elina Danielian étant à 7/11 —, elle réalise une performance Elo de 2 772 points.
- Août-septembre 2014 : 1re-2e du tournoi de Charjah (8,5/11), ex æquo avec Ju Wenjun.

Grâce à sa victoire au Grands Prix de 2013-2014, elle dispute le championnat du monde féminin 2016 contre Mariya Mouzytchouk.

#### 2015-2016
- Octobre 2015 : vainqueur du tournoi de Monte-Carlo (9/11).

### Compétitions par équipe

#### Olympiades féminines

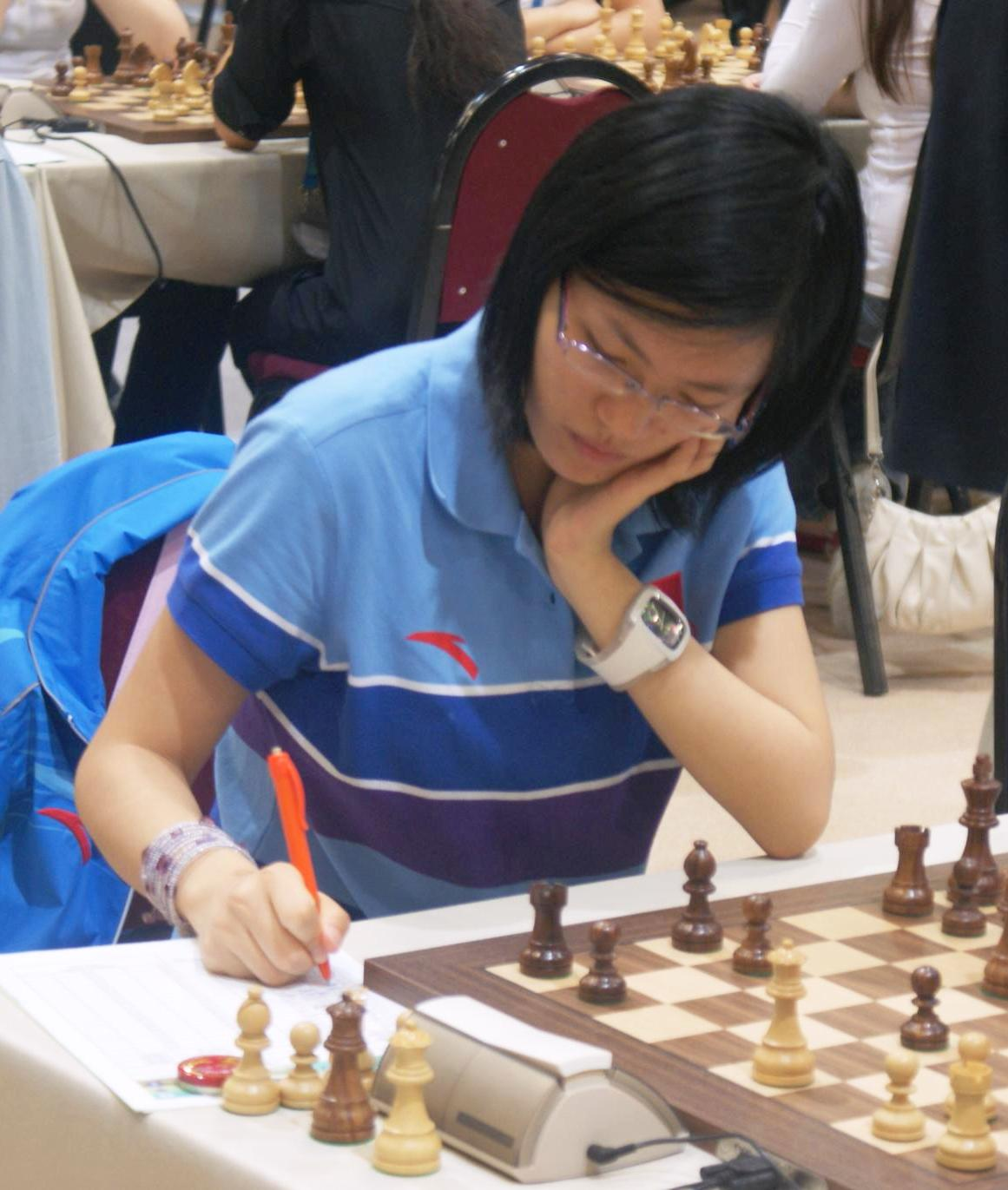
Hou Yifan en septembre 2012, lors de l'Olympiade d'Istanbul.

Depuis 2006, Hou Yifan représente la Chine lors des olympiades féminines. En 2006, elle joue comme premier échiquier de réserve et remporte une médaille de bronze par équipe. Depuis 2008, elle joue au premier échiquier de l'équipe de Chine et a remporté trois médailles d'argent (en 2010, 2012 et 2014). En 2008, la Chine finit huitième de la compétition.
Lors de chaque édition, elle remporte une médaille individuelle (médaille d'or en 2012, médaille d'argent en 2006 et 2014 et médaille de bronze en 2008 et 2010).
En 2006, Lors de la 37e Olympiade d'échecs se déroulant à Turin en Italie, elle réalise une performance de 11 points sur 13 parties (toutes jouées comme échiquier de réserve) et une performance Elo de 2 596 points, la troisième meilleure performance de l'olympiade féminine, tous échiquiers confondus (médaille de bronze) et le deuxième meilleur pourcentage des joueuses remplaçantes (médaille d'argent comme échiquier de réserve).
En 2014, lors de sa participation à l'Olympiade d'échecs à Tromsø, son équipe termine à la deuxième place. Elle gagne la médaille d'argent du premier échiquier.

#### Championnats du monde par équipes
Avec la Chine, Hou Yifan a remporté trois championnats du monde féminins par équipes : en 2007, 2009 et 2011.
En 2005, à onze ans, elle participe au championnat du monde par équipes (mixte) dans la deuxième équipe chinoise composée de femmes. Elle perd les trois parties qu'elle dispute.

## Style de jeu
Avec les blancs, Hou Yifan joue principalement 1.e4. Quand elle a les noirs, elle joue habituellement la défense sicilienne (y compris les variantes Najdorf, dragon et fermée) ainsi que la défense française contre 1.e4 ; contre 1.d4, elle joue les défenses nimzo-indiennes / bogo-indiennes et la défense ouest-indienne,.

## Quelques parties remarquables

### Gabriel Sargissian - Hou Yifan (2008)
Le 25 janvier 2008, Hou Yifan bat avec les noirs le grand maître arménien Gabriel Sargissian, pendant longtemps secondant de Levon Aronian, lors du tournoi Corus, groupe B, à Wijk aan Zee en Hollande :
Gabriel Sargissian (2676) - Hou Yifan (2527)

1. d4 e6 2. c4 Cf6 3. Cf3 b6 4. g3 Fa6
Défense ouest-indienne, variante du Fianchetto. sous-variante Nimzowitsch (E15).
5. Dc2 Fb4+ 6. Fd2 Fe7 7. e4 d5 8. cxd5 Fxf1 9. Rxf1 exd5 10. e5 Ce4 11. Cc3 Cxd2+
Une nouveauté théorique.
12. Cxd2 Dd7 13. Rg2 Cc6 14. Da4 0-0 15. Tac1 f6?
16.Cd1 Cxe5 17.Dxd7 Cxd7 18.Txc7 Fb4 19.Cf3 +/− ; meilleur était 15. ...Tfd8.
16. f4 fxe5 17. dxe5 Fb4 18. Thf1 Tac8 19. Ce2 Cxe5 20. Dxb4 Cd3 21. Db3 Cxc1 22. Cxc1 Tce8 23. Cf3 Df5 24. Tf2 c5 25. Dd3 De4 26. Td2 d4 27. Dxe4 Txe4 28. Cd3 Te6 29. h4 Tc8 30. a4 a6 31. Cfe5 b5 32. a5 g6 33. Tc2 c4 34. Cb4 Tf8 35. b3 d3 36. Td2 Tc8 37. Td1 Td6 38. Rf3 d2 39. bxc4 bxc4 40. Cc2 c3 41. Re2 Td5 42. Cg4 Txa5 43. Cge3 Td8 44. Tb1 Ta2 45. Rd1 Tb2 46. Ta1 Tdb8 47. Txa6 Tb1+ 48. Re2 Tc1 49. Tc6 Te8 0–1
Si 50.Rd3, alors suit Txc2. Si 50.Txc3, alors d1=D+.
|   | a | b | c | d | e | f | g | h |   |
| 8 | Tour noire sur case blanche e8 · Roi noir sur case blanche g8 · Pion noir sur case blanche h7 · Tour blanche sur case blanche c6 · Pion noir sur case blanche g6 · Pion blanc sur case noire f4 · Pion blanc sur case noire h4 · Pion noir sur case noire c3 · Cavalier blanc sur case noire e3 · Pion blanc sur case noire g3 · Cavalier blanc sur case blanche c2 · Pion noir sur case noire d2 · Roi blanc sur case blanche e2 · Tour noire sur case noire c1 | Tour noire sur case blanche e8 · Roi noir sur case blanche g8 · Pion noir sur case blanche h7 · Tour blanche sur case blanche c6 · Pion noir sur case blanche g6 · Pion blanc sur case noire f4 · Pion blanc sur case noire h4 · Pion noir sur case noire c3 · Cavalier blanc sur case noire e3 · Pion blanc sur case noire g3 · Cavalier blanc sur case blanche c2 · Pion noir sur case noire d2 · Roi blanc sur case blanche e2 · Tour noire sur case noire c1 | Tour noire sur case blanche e8 · Roi noir sur case blanche g8 · Pion noir sur case blanche h7 · Tour blanche sur case blanche c6 · Pion noir sur case blanche g6 · Pion blanc sur case noire f4 · Pion blanc sur case noire h4 · Pion noir sur case noire c3 · Cavalier blanc sur case noire e3 · Pion blanc sur case noire g3 · Cavalier blanc sur case blanche c2 · Pion noir sur case noire d2 · Roi blanc sur case blanche e2 · Tour noire sur case noire c1 | Tour noire sur case blanche e8 · Roi noir sur case blanche g8 · Pion noir sur case blanche h7 · Tour blanche sur case blanche c6 · Pion noir sur case blanche g6 · Pion blanc sur case noire f4 · Pion blanc sur case noire h4 · Pion noir sur case noire c3 · Cavalier blanc sur case noire e3 · Pion blanc sur case noire g3 · Cavalier blanc sur case blanche c2 · Pion noir sur case noire d2 · Roi blanc sur case blanche e2 · Tour noire sur case noire c1 | Tour noire sur case blanche e8 · Roi noir sur case blanche g8 · Pion noir sur case blanche h7 · Tour blanche sur case blanche c6 · Pion noir sur case blanche g6 · Pion blanc sur case noire f4 · Pion blanc sur case noire h4 · Pion noir sur case noire c3 · Cavalier blanc sur case noire e3 · Pion blanc sur case noire g3 · Cavalier blanc sur case blanche c2 · Pion noir sur case noire d2 · Roi blanc sur case blanche e2 · Tour noire sur case noire c1 | Tour noire sur case blanche e8 · Roi noir sur case blanche g8 · Pion noir sur case blanche h7 · Tour blanche sur case blanche c6 · Pion noir sur case blanche g6 · Pion blanc sur case noire f4 · Pion blanc sur case noire h4 · Pion noir sur case noire c3 · Cavalier blanc sur case noire e3 · Pion blanc sur case noire g3 · Cavalier blanc sur case blanche c2 · Pion noir sur case noire d2 · Roi blanc sur case blanche e2 · Tour noire sur case noire c1 | Tour noire sur case blanche e8 · Roi noir sur case blanche g8 · Pion noir sur case blanche h7 · Tour blanche sur case blanche c6 · Pion noir sur case blanche g6 · Pion blanc sur case noire f4 · Pion blanc sur case noire h4 · Pion noir sur case noire c3 · Cavalier blanc sur case noire e3 · Pion blanc sur case noire g3 · Cavalier blanc sur case blanche c2 · Pion noir sur case noire d2 · Roi blanc sur case blanche e2 · Tour noire sur case noire c1 | Tour noire sur case blanche e8 · Roi noir sur case blanche g8 · Pion noir sur case blanche h7 · Tour blanche sur case blanche c6 · Pion noir sur case blanche g6 · Pion blanc sur case noire f4 · Pion blanc sur case noire h4 · Pion noir sur case noire c3 · Cavalier blanc sur case noire e3 · Pion blanc sur case noire g3 · Cavalier blanc sur case blanche c2 · Pion noir sur case noire d2 · Roi blanc sur case blanche e2 · Tour noire sur case noire c1 | 8 |
| 7 | Tour noire sur case blanche e8 · Roi noir sur case blanche g8 · Pion noir sur case blanche h7 · Tour blanche sur case blanche c6 · Pion noir sur case blanche g6 · Pion blanc sur case noire f4 · Pion blanc sur case noire h4 · Pion noir sur case noire c3 · Cavalier blanc sur case noire e3 · Pion blanc sur case noire g3 · Cavalier blanc sur case blanche c2 · Pion noir sur case noire d2 · Roi blanc sur case blanche e2 · Tour noire sur case noire c1 | Tour noire sur case blanche e8 · Roi noir sur case blanche g8 · Pion noir sur case blanche h7 · Tour blanche sur case blanche c6 · Pion noir sur case blanche g6 · Pion blanc sur case noire f4 · Pion blanc sur case noire h4 · Pion noir sur case noire c3 · Cavalier blanc sur case noire e3 · Pion blanc sur case noire g3 · Cavalier blanc sur case blanche c2 · Pion noir sur case noire d2 · Roi blanc sur case blanche e2 · Tour noire sur case noire c1 | Tour noire sur case blanche e8 · Roi noir sur case blanche g8 · Pion noir sur case blanche h7 · Tour blanche sur case blanche c6 · Pion noir sur case blanche g6 · Pion blanc sur case noire f4 · Pion blanc sur case noire h4 · Pion noir sur case noire c3 · Cavalier blanc sur case noire e3 · Pion blanc sur case noire g3 · Cavalier blanc sur case blanche c2 · Pion noir sur case noire d2 · Roi blanc sur case blanche e2 · Tour noire sur case noire c1 | Tour noire sur case blanche e8 · Roi noir sur case blanche g8 · Pion noir sur case blanche h7 · Tour blanche sur case blanche c6 · Pion noir sur case blanche g6 · Pion blanc sur case noire f4 · Pion blanc sur case noire h4 · Pion noir sur case noire c3 · Cavalier blanc sur case noire e3 · Pion blanc sur case noire g3 · Cavalier blanc sur case blanche c2 · Pion noir sur case noire d2 · Roi blanc sur case blanche e2 · Tour noire sur case noire c1 | Tour noire sur case blanche e8 · Roi noir sur case blanche g8 · Pion noir sur case blanche h7 · Tour blanche sur case blanche c6 · Pion noir sur case blanche g6 · Pion blanc sur case noire f4 · Pion blanc sur case noire h4 · Pion noir sur case noire c3 · Cavalier blanc sur case noire e3 · Pion blanc sur case noire g3 · Cavalier blanc sur case blanche c2 · Pion noir sur case noire d2 · Roi blanc sur case blanche e2 · Tour noire sur case noire c1 | Tour noire sur case blanche e8 · Roi noir sur case blanche g8 · Pion noir sur case blanche h7 · Tour blanche sur case blanche c6 · Pion noir sur case blanche g6 · Pion blanc sur case noire f4 · Pion blanc sur case noire h4 · Pion noir sur case noire c3 · Cavalier blanc sur case noire e3 · Pion blanc sur case noire g3 · Cavalier blanc sur case blanche c2 · Pion noir sur case noire d2 · Roi blanc sur case blanche e2 · Tour noire sur case noire c1 | Tour noire sur case blanche e8 · Roi noir sur case blanche g8 · Pion noir sur case blanche h7 · Tour blanche sur case blanche c6 · Pion noir sur case blanche g6 · Pion blanc sur case noire f4 · Pion blanc sur case noire h4 · Pion noir sur case noire c3 · Cavalier blanc sur case noire e3 · Pion blanc sur case noire g3 · Cavalier blanc sur case blanche c2 · Pion noir sur case noire d2 · Roi blanc sur case blanche e2 · Tour noire sur case noire c1 | Tour noire sur case blanche e8 · Roi noir sur case blanche g8 · Pion noir sur case blanche h7 · Tour blanche sur case blanche c6 · Pion noir sur case blanche g6 · Pion blanc sur case noire f4 · Pion blanc sur case noire h4 · Pion noir sur case noire c3 · Cavalier blanc sur case noire e3 · Pion blanc sur case noire g3 · Cavalier blanc sur case blanche c2 · Pion noir sur case noire d2 · Roi blanc sur case blanche e2 · Tour noire sur case noire c1 | 7 |
| 6 | Tour noire sur case blanche e8 · Roi noir sur case blanche g8 · Pion noir sur case blanche h7 · Tour blanche sur case blanche c6 · Pion noir sur case blanche g6 · Pion blanc sur case noire f4 · Pion blanc sur case noire h4 · Pion noir sur case noire c3 · Cavalier blanc sur case noire e3 · Pion blanc sur case noire g3 · Cavalier blanc sur case blanche c2 · Pion noir sur case noire d2 · Roi blanc sur case blanche e2 · Tour noire sur case noire c1 | Tour noire sur case blanche e8 · Roi noir sur case blanche g8 · Pion noir sur case blanche h7 · Tour blanche sur case blanche c6 · Pion noir sur case blanche g6 · Pion blanc sur case noire f4 · Pion blanc sur case noire h4 · Pion noir sur case noire c3 · Cavalier blanc sur case noire e3 · Pion blanc sur case noire g3 · Cavalier blanc sur case blanche c2 · Pion noir sur case noire d2 · Roi blanc sur case blanche e2 · Tour noire sur case noire c1 | Tour noire sur case blanche e8 · Roi noir sur case blanche g8 · Pion noir sur case blanche h7 · Tour blanche sur case blanche c6 · Pion noir sur case blanche g6 · Pion blanc sur case noire f4 · Pion blanc sur case noire h4 · Pion noir sur case noire c3 · Cavalier blanc sur case noire e3 · Pion blanc sur case noire g3 · Cavalier blanc sur case blanche c2 · Pion noir sur case noire d2 · Roi blanc sur case blanche e2 · Tour noire sur case noire c1 | Tour noire sur case blanche e8 · Roi noir sur case blanche g8 · Pion noir sur case blanche h7 · Tour blanche sur case blanche c6 · Pion noir sur case blanche g6 · Pion blanc sur case noire f4 · Pion blanc sur case noire h4 · Pion noir sur case noire c3 · Cavalier blanc sur case noire e3 · Pion blanc sur case noire g3 · Cavalier blanc sur case blanche c2 · Pion noir sur case noire d2 · Roi blanc sur case blanche e2 · Tour noire sur case noire c1 | Tour noire sur case blanche e8 · Roi noir sur case blanche g8 · Pion noir sur case blanche h7 · Tour blanche sur case blanche c6 · Pion noir sur case blanche g6 · Pion blanc sur case noire f4 · Pion blanc sur case noire h4 · Pion noir sur case noire c3 · Cavalier blanc sur case noire e3 · Pion blanc sur case noire g3 · Cavalier blanc sur case blanche c2 · Pion noir sur case noire d2 · Roi blanc sur case blanche e2 · Tour noire sur case noire c1 | Tour noire sur case blanche e8 · Roi noir sur case blanche g8 · Pion noir sur case blanche h7 · Tour blanche sur case blanche c6 · Pion noir sur case blanche g6 · Pion blanc sur case noire f4 · Pion blanc sur case noire h4 · Pion noir sur case noire c3 · Cavalier blanc sur case noire e3 · Pion blanc sur case noire g3 · Cavalier blanc sur case blanche c2 · Pion noir sur case noire d2 · Roi blanc sur case blanche e2 · Tour noire sur case noire c1 | Tour noire sur case blanche e8 · Roi noir sur case blanche g8 · Pion noir sur case blanche h7 · Tour blanche sur case blanche c6 · Pion noir sur case blanche g6 · Pion blanc sur case noire f4 · Pion blanc sur case noire h4 · Pion noir sur case noire c3 · Cavalier blanc sur case noire e3 · Pion blanc sur case noire g3 · Cavalier blanc sur case blanche c2 · Pion noir sur case noire d2 · Roi blanc sur case blanche e2 · Tour noire sur case noire c1 | Tour noire sur case blanche e8 · Roi noir sur case blanche g8 · Pion noir sur case blanche h7 · Tour blanche sur case blanche c6 · Pion noir sur case blanche g6 · Pion blanc sur case noire f4 · Pion blanc sur case noire h4 · Pion noir sur case noire c3 · Cavalier blanc sur case noire e3 · Pion blanc sur case noire g3 · Cavalier blanc sur case blanche c2 · Pion noir sur case noire d2 · Roi blanc sur case blanche e2 · Tour noire sur case noire c1 | 6 |
| 5 | Tour noire sur case blanche e8 · Roi noir sur case blanche g8 · Pion noir sur case blanche h7 · Tour blanche sur case blanche c6 · Pion noir sur case blanche g6 · Pion blanc sur case noire f4 · Pion blanc sur case noire h4 · Pion noir sur case noire c3 · Cavalier blanc sur case noire e3 · Pion blanc sur case noire g3 · Cavalier blanc sur case blanche c2 · Pion noir sur case noire d2 · Roi blanc sur case blanche e2 · Tour noire sur case noire c1 | Tour noire sur case blanche e8 · Roi noir sur case blanche g8 · Pion noir sur case blanche h7 · Tour blanche sur case blanche c6 · Pion noir sur case blanche g6 · Pion blanc sur case noire f4 · Pion blanc sur case noire h4 · Pion noir sur case noire c3 · Cavalier blanc sur case noire e3 · Pion blanc sur case noire g3 · Cavalier blanc sur case blanche c2 · Pion noir sur case noire d2 · Roi blanc sur case blanche e2 · Tour noire sur case noire c1 | Tour noire sur case blanche e8 · Roi noir sur case blanche g8 · Pion noir sur case blanche h7 · Tour blanche sur case blanche c6 · Pion noir sur case blanche g6 · Pion blanc sur case noire f4 · Pion blanc sur case noire h4 · Pion noir sur case noire c3 · Cavalier blanc sur case noire e3 · Pion blanc sur case noire g3 · Cavalier blanc sur case blanche c2 · Pion noir sur case noire d2 · Roi blanc sur case blanche e2 · Tour noire sur case noire c1 | Tour noire sur case blanche e8 · Roi noir sur case blanche g8 · Pion noir sur case blanche h7 · Tour blanche sur case blanche c6 · Pion noir sur case blanche g6 · Pion blanc sur case noire f4 · Pion blanc sur case noire h4 · Pion noir sur case noire c3 · Cavalier blanc sur case noire e3 · Pion blanc sur case noire g3 · Cavalier blanc sur case blanche c2 · Pion noir sur case noire d2 · Roi blanc sur case blanche e2 · Tour noire sur case noire c1 | Tour noire sur case blanche e8 · Roi noir sur case blanche g8 · Pion noir sur case blanche h7 · Tour blanche sur case blanche c6 · Pion noir sur case blanche g6 · Pion blanc sur case noire f4 · Pion blanc sur case noire h4 · Pion noir sur case noire c3 · Cavalier blanc sur case noire e3 · Pion blanc sur case noire g3 · Cavalier blanc sur case blanche c2 · Pion noir sur case noire d2 · Roi blanc sur case blanche e2 · Tour noire sur case noire c1 | Tour noire sur case blanche e8 · Roi noir sur case blanche g8 · Pion noir sur case blanche h7 · Tour blanche sur case blanche c6 · Pion noir sur case blanche g6 · Pion blanc sur case noire f4 · Pion blanc sur case noire h4 · Pion noir sur case noire c3 · Cavalier blanc sur case noire e3 · Pion blanc sur case noire g3 · Cavalier blanc sur case blanche c2 · Pion noir sur case noire d2 · Roi blanc sur case blanche e2 · Tour noire sur case noire c1 | Tour noire sur case blanche e8 · Roi noir sur case blanche g8 · Pion noir sur case blanche h7 · Tour blanche sur case blanche c6 · Pion noir sur case blanche g6 · Pion blanc sur case noire f4 · Pion blanc sur case noire h4 · Pion noir sur case noire c3 · Cavalier blanc sur case noire e3 · Pion blanc sur case noire g3 · Cavalier blanc sur case blanche c2 · Pion noir sur case noire d2 · Roi blanc sur case blanche e2 · Tour noire sur case noire c1 | Tour noire sur case blanche e8 · Roi noir sur case blanche g8 · Pion noir sur case blanche h7 · Tour blanche sur case blanche c6 · Pion noir sur case blanche g6 · Pion blanc sur case noire f4 · Pion blanc sur case noire h4 · Pion noir sur case noire c3 · Cavalier blanc sur case noire e3 · Pion blanc sur case noire g3 · Cavalier blanc sur case blanche c2 · Pion noir sur case noire d2 · Roi blanc sur case blanche e2 · Tour noire sur case noire c1 | 5 |
| 4 | Tour noire sur case blanche e8 · Roi noir sur case blanche g8 · Pion noir sur case blanche h7 · Tour blanche sur case blanche c6 · Pion noir sur case blanche g6 · Pion blanc sur case noire f4 · Pion blanc sur case noire h4 · Pion noir sur case noire c3 · Cavalier blanc sur case noire e3 · Pion blanc sur case noire g3 · Cavalier blanc sur case blanche c2 · Pion noir sur case noire d2 · Roi blanc sur case blanche e2 · Tour noire sur case noire c1 | Tour noire sur case blanche e8 · Roi noir sur case blanche g8 · Pion noir sur case blanche h7 · Tour blanche sur case blanche c6 · Pion noir sur case blanche g6 · Pion blanc sur case noire f4 · Pion blanc sur case noire h4 · Pion noir sur case noire c3 · Cavalier blanc sur case noire e3 · Pion blanc sur case noire g3 · Cavalier blanc sur case blanche c2 · Pion noir sur case noire d2 · Roi blanc sur case blanche e2 · Tour noire sur case noire c1 | Tour noire sur case blanche e8 · Roi noir sur case blanche g8 · Pion noir sur case blanche h7 · Tour blanche sur case blanche c6 · Pion noir sur case blanche g6 · Pion blanc sur case noire f4 · Pion blanc sur case noire h4 · Pion noir sur case noire c3 · Cavalier blanc sur case noire e3 · Pion blanc sur case noire g3 · Cavalier blanc sur case blanche c2 · Pion noir sur case noire d2 · Roi blanc sur case blanche e2 · Tour noire sur case noire c1 | Tour noire sur case blanche e8 · Roi noir sur case blanche g8 · Pion noir sur case blanche h7 · Tour blanche sur case blanche c6 · Pion noir sur case blanche g6 · Pion blanc sur case noire f4 · Pion blanc sur case noire h4 · Pion noir sur case noire c3 · Cavalier blanc sur case noire e3 · Pion blanc sur case noire g3 · Cavalier blanc sur case blanche c2 · Pion noir sur case noire d2 · Roi blanc sur case blanche e2 · Tour noire sur case noire c1 | Tour noire sur case blanche e8 · Roi noir sur case blanche g8 · Pion noir sur case blanche h7 · Tour blanche sur case blanche c6 · Pion noir sur case blanche g6 · Pion blanc sur case noire f4 · Pion blanc sur case noire h4 · Pion noir sur case noire c3 · Cavalier blanc sur case noire e3 · Pion blanc sur case noire g3 · Cavalier blanc sur case blanche c2 · Pion noir sur case noire d2 · Roi blanc sur case blanche e2 · Tour noire sur case noire c1 | Tour noire sur case blanche e8 · Roi noir sur case blanche g8 · Pion noir sur case blanche h7 · Tour blanche sur case blanche c6 · Pion noir sur case blanche g6 · Pion blanc sur case noire f4 · Pion blanc sur case noire h4 · Pion noir sur case noire c3 · Cavalier blanc sur case noire e3 · Pion blanc sur case noire g3 · Cavalier blanc sur case blanche c2 · Pion noir sur case noire d2 · Roi blanc sur case blanche e2 · Tour noire sur case noire c1 | Tour noire sur case blanche e8 · Roi noir sur case blanche g8 · Pion noir sur case blanche h7 · Tour blanche sur case blanche c6 · Pion noir sur case blanche g6 · Pion blanc sur case noire f4 · Pion blanc sur case noire h4 · Pion noir sur case noire c3 · Cavalier blanc sur case noire e3 · Pion blanc sur case noire g3 · Cavalier blanc sur case blanche c2 · Pion noir sur case noire d2 · Roi blanc sur case blanche e2 · Tour noire sur case noire c1 | Tour noire sur case blanche e8 · Roi noir sur case blanche g8 · Pion noir sur case blanche h7 · Tour blanche sur case blanche c6 · Pion noir sur case blanche g6 · Pion blanc sur case noire f4 · Pion blanc sur case noire h4 · Pion noir sur case noire c3 · Cavalier blanc sur case noire e3 · Pion blanc sur case noire g3 · Cavalier blanc sur case blanche c2 · Pion noir sur case noire d2 · Roi blanc sur case blanche e2 · Tour noire sur case noire c1 | 4 |
| 3 | Tour noire sur case blanche e8 · Roi noir sur case blanche g8 · Pion noir sur case blanche h7 · Tour blanche sur case blanche c6 · Pion noir sur case blanche g6 · Pion blanc sur case noire f4 · Pion blanc sur case noire h4 · Pion noir sur case noire c3 · Cavalier blanc sur case noire e3 · Pion blanc sur case noire g3 · Cavalier blanc sur case blanche c2 · Pion noir sur case noire d2 · Roi blanc sur case blanche e2 · Tour noire sur case noire c1 | Tour noire sur case blanche e8 · Roi noir sur case blanche g8 · Pion noir sur case blanche h7 · Tour blanche sur case blanche c6 · Pion noir sur case blanche g6 · Pion blanc sur case noire f4 · Pion blanc sur case noire h4 · Pion noir sur case noire c3 · Cavalier blanc sur case noire e3 · Pion blanc sur case noire g3 · Cavalier blanc sur case blanche c2 · Pion noir sur case noire d2 · Roi blanc sur case blanche e2 · Tour noire sur case noire c1 | Tour noire sur case blanche e8 · Roi noir sur case blanche g8 · Pion noir sur case blanche h7 · Tour blanche sur case blanche c6 · Pion noir sur case blanche g6 · Pion blanc sur case noire f4 · Pion blanc sur case noire h4 · Pion noir sur case noire c3 · Cavalier blanc sur case noire e3 · Pion blanc sur case noire g3 · Cavalier blanc sur case blanche c2 · Pion noir sur case noire d2 · Roi blanc sur case blanche e2 · Tour noire sur case noire c1 | Tour noire sur case blanche e8 · Roi noir sur case blanche g8 · Pion noir sur case blanche h7 · Tour blanche sur case blanche c6 · Pion noir sur case blanche g6 · Pion blanc sur case noire f4 · Pion blanc sur case noire h4 · Pion noir sur case noire c3 · Cavalier blanc sur case noire e3 · Pion blanc sur case noire g3 · Cavalier blanc sur case blanche c2 · Pion noir sur case noire d2 · Roi blanc sur case blanche e2 · Tour noire sur case noire c1 | Tour noire sur case blanche e8 · Roi noir sur case blanche g8 · Pion noir sur case blanche h7 · Tour blanche sur case blanche c6 · Pion noir sur case blanche g6 · Pion blanc sur case noire f4 · Pion blanc sur case noire h4 · Pion noir sur case noire c3 · Cavalier blanc sur case noire e3 · Pion blanc sur case noire g3 · Cavalier blanc sur case blanche c2 · Pion noir sur case noire d2 · Roi blanc sur case blanche e2 · Tour noire sur case noire c1 | Tour noire sur case blanche e8 · Roi noir sur case blanche g8 · Pion noir sur case blanche h7 · Tour blanche sur case blanche c6 · Pion noir sur case blanche g6 · Pion blanc sur case noire f4 · Pion blanc sur case noire h4 · Pion noir sur case noire c3 · Cavalier blanc sur case noire e3 · Pion blanc sur case noire g3 · Cavalier blanc sur case blanche c2 · Pion noir sur case noire d2 · Roi blanc sur case blanche e2 · Tour noire sur case noire c1 | Tour noire sur case blanche e8 · Roi noir sur case blanche g8 · Pion noir sur case blanche h7 · Tour blanche sur case blanche c6 · Pion noir sur case blanche g6 · Pion blanc sur case noire f4 · Pion blanc sur case noire h4 · Pion noir sur case noire c3 · Cavalier blanc sur case noire e3 · Pion blanc sur case noire g3 · Cavalier blanc sur case blanche c2 · Pion noir sur case noire d2 · Roi blanc sur case blanche e2 · Tour noire sur case noire c1 | Tour noire sur case blanche e8 · Roi noir sur case blanche g8 · Pion noir sur case blanche h7 · Tour blanche sur case blanche c6 · Pion noir sur case blanche g6 · Pion blanc sur case noire f4 · Pion blanc sur case noire h4 · Pion noir sur case noire c3 · Cavalier blanc sur case noire e3 · Pion blanc sur case noire g3 · Cavalier blanc sur case blanche c2 · Pion noir sur case noire d2 · Roi blanc sur case blanche e2 · Tour noire sur case noire c1 | 3 |
| 2 | Tour noire sur case blanche e8 · Roi noir sur case blanche g8 · Pion noir sur case blanche h7 · Tour blanche sur case blanche c6 · Pion noir sur case blanche g6 · Pion blanc sur case noire f4 · Pion blanc sur case noire h4 · Pion noir sur case noire c3 · Cavalier blanc sur case noire e3 · Pion blanc sur case noire g3 · Cavalier blanc sur case blanche c2 · Pion noir sur case noire d2 · Roi blanc sur case blanche e2 · Tour noire sur case noire c1 | Tour noire sur case blanche e8 · Roi noir sur case blanche g8 · Pion noir sur case blanche h7 · Tour blanche sur case blanche c6 · Pion noir sur case blanche g6 · Pion blanc sur case noire f4 · Pion blanc sur case noire h4 · Pion noir sur case noire c3 · Cavalier blanc sur case noire e3 · Pion blanc sur case noire g3 · Cavalier blanc sur case blanche c2 · Pion noir sur case noire d2 · Roi blanc sur case blanche e2 · Tour noire sur case noire c1 | Tour noire sur case blanche e8 · Roi noir sur case blanche g8 · Pion noir sur case blanche h7 · Tour blanche sur case blanche c6 · Pion noir sur case blanche g6 · Pion blanc sur case noire f4 · Pion blanc sur case noire h4 · Pion noir sur case noire c3 · Cavalier blanc sur case noire e3 · Pion blanc sur case noire g3 · Cavalier blanc sur case blanche c2 · Pion noir sur case noire d2 · Roi blanc sur case blanche e2 · Tour noire sur case noire c1 | Tour noire sur case blanche e8 · Roi noir sur case blanche g8 · Pion noir sur case blanche h7 · Tour blanche sur case blanche c6 · Pion noir sur case blanche g6 · Pion blanc sur case noire f4 · Pion blanc sur case noire h4 · Pion noir sur case noire c3 · Cavalier blanc sur case noire e3 · Pion blanc sur case noire g3 · Cavalier blanc sur case blanche c2 · Pion noir sur case noire d2 · Roi blanc sur case blanche e2 · Tour noire sur case noire c1 | Tour noire sur case blanche e8 · Roi noir sur case blanche g8 · Pion noir sur case blanche h7 · Tour blanche sur case blanche c6 · Pion noir sur case blanche g6 · Pion blanc sur case noire f4 · Pion blanc sur case noire h4 · Pion noir sur case noire c3 · Cavalier blanc sur case noire e3 · Pion blanc sur case noire g3 · Cavalier blanc sur case blanche c2 · Pion noir sur case noire d2 · Roi blanc sur case blanche e2 · Tour noire sur case noire c1 | Tour noire sur case blanche e8 · Roi noir sur case blanche g8 · Pion noir sur case blanche h7 · Tour blanche sur case blanche c6 · Pion noir sur case blanche g6 · Pion blanc sur case noire f4 · Pion blanc sur case noire h4 · Pion noir sur case noire c3 · Cavalier blanc sur case noire e3 · Pion blanc sur case noire g3 · Cavalier blanc sur case blanche c2 · Pion noir sur case noire d2 · Roi blanc sur case blanche e2 · Tour noire sur case noire c1 | Tour noire sur case blanche e8 · Roi noir sur case blanche g8 · Pion noir sur case blanche h7 · Tour blanche sur case blanche c6 · Pion noir sur case blanche g6 · Pion blanc sur case noire f4 · Pion blanc sur case noire h4 · Pion noir sur case noire c3 · Cavalier blanc sur case noire e3 · Pion blanc sur case noire g3 · Cavalier blanc sur case blanche c2 · Pion noir sur case noire d2 · Roi blanc sur case blanche e2 · Tour noire sur case noire c1 | Tour noire sur case blanche e8 · Roi noir sur case blanche g8 · Pion noir sur case blanche h7 · Tour blanche sur case blanche c6 · Pion noir sur case blanche g6 · Pion blanc sur case noire f4 · Pion blanc sur case noire h4 · Pion noir sur case noire c3 · Cavalier blanc sur case noire e3 · Pion blanc sur case noire g3 · Cavalier blanc sur case blanche c2 · Pion noir sur case noire d2 · Roi blanc sur case blanche e2 · Tour noire sur case noire c1 | 2 |
| 1 | Tour noire sur case blanche e8 · Roi noir sur case blanche g8 · Pion noir sur case blanche h7 · Tour blanche sur case blanche c6 · Pion noir sur case blanche g6 · Pion blanc sur case noire f4 · Pion blanc sur case noire h4 · Pion noir sur case noire c3 · Cavalier blanc sur case noire e3 · Pion blanc sur case noire g3 · Cavalier blanc sur case blanche c2 · Pion noir sur case noire d2 · Roi blanc sur case blanche e2 · Tour noire sur case noire c1 | Tour noire sur case blanche e8 · Roi noir sur case blanche g8 · Pion noir sur case blanche h7 · Tour blanche sur case blanche c6 · Pion noir sur case blanche g6 · Pion blanc sur case noire f4 · Pion blanc sur case noire h4 · Pion noir sur case noire c3 · Cavalier blanc sur case noire e3 · Pion blanc sur case noire g3 · Cavalier blanc sur case blanche c2 · Pion noir sur case noire d2 · Roi blanc sur case blanche e2 · Tour noire sur case noire c1 | Tour noire sur case blanche e8 · Roi noir sur case blanche g8 · Pion noir sur case blanche h7 · Tour blanche sur case blanche c6 · Pion noir sur case blanche g6 · Pion blanc sur case noire f4 · Pion blanc sur case noire h4 · Pion noir sur case noire c3 · Cavalier blanc sur case noire e3 · Pion blanc sur case noire g3 · Cavalier blanc sur case blanche c2 · Pion noir sur case noire d2 · Roi blanc sur case blanche e2 · Tour noire sur case noire c1 | Tour noire sur case blanche e8 · Roi noir sur case blanche g8 · Pion noir sur case blanche h7 · Tour blanche sur case blanche c6 · Pion noir sur case blanche g6 · Pion blanc sur case noire f4 · Pion blanc sur case noire h4 · Pion noir sur case noire c3 · Cavalier blanc sur case noire e3 · Pion blanc sur case noire g3 · Cavalier blanc sur case blanche c2 · Pion noir sur case noire d2 · Roi blanc sur case blanche e2 · Tour noire sur case noire c1 | Tour noire sur case blanche e8 · Roi noir sur case blanche g8 · Pion noir sur case blanche h7 · Tour blanche sur case blanche c6 · Pion noir sur case blanche g6 · Pion blanc sur case noire f4 · Pion blanc sur case noire h4 · Pion noir sur case noire c3 · Cavalier blanc sur case noire e3 · Pion blanc sur case noire g3 · Cavalier blanc sur case blanche c2 · Pion noir sur case noire d2 · Roi blanc sur case blanche e2 · Tour noire sur case noire c1 | Tour noire sur case blanche e8 · Roi noir sur case blanche g8 · Pion noir sur case blanche h7 · Tour blanche sur case blanche c6 · Pion noir sur case blanche g6 · Pion blanc sur case noire f4 · Pion blanc sur case noire h4 · Pion noir sur case noire c3 · Cavalier blanc sur case noire e3 · Pion blanc sur case noire g3 · Cavalier blanc sur case blanche c2 · Pion noir sur case noire d2 · Roi blanc sur case blanche e2 · Tour noire sur case noire c1 | Tour noire sur case blanche e8 · Roi noir sur case blanche g8 · Pion noir sur case blanche h7 · Tour blanche sur case blanche c6 · Pion noir sur case blanche g6 · Pion blanc sur case noire f4 · Pion blanc sur case noire h4 · Pion noir sur case noire c3 · Cavalier blanc sur case noire e3 · Pion blanc sur case noire g3 · Cavalier blanc sur case blanche c2 · Pion noir sur case noire d2 · Roi blanc sur case blanche e2 · Tour noire sur case noire c1 | Tour noire sur case blanche e8 · Roi noir sur case blanche g8 · Pion noir sur case blanche h7 · Tour blanche sur case blanche c6 · Pion noir sur case blanche g6 · Pion blanc sur case noire f4 · Pion blanc sur case noire h4 · Pion noir sur case noire c3 · Cavalier blanc sur case noire e3 · Pion blanc sur case noire g3 · Cavalier blanc sur case blanche c2 · Pion noir sur case noire d2 · Roi blanc sur case blanche e2 · Tour noire sur case noire c1 | 1 |
|   | a | b | c | d | e | f | g | h |   |

### Hou Yifan - Judit Polgár (2012)
Le 26 juillet 2012, lors du Festival de Gibraltar, Hou Yifan bat avec les blancs la grand maître hongroise Judit Polgár, considérée comme la meilleure joueuse de tous les temps. Ce fut d'ailleurs la seule fois ou Polgár fut battue par une femme depuis 1992.
Hou Yifan (2605) - Judit Polgár (2710)

Défense sicilienne, variante Paulsen, variation Taimanov (B46)

1. e4 c5 2. Cf3 e6 3. d4 cxd4 4. Cxd4 Cc6 5. Cc3 a6 6. Fe2 Cge7 7. Ff4 Cg6 8. Cxc6 bxc6 9. Fd6 Fxd6 10. Dxd6 De7 11. O-O-O Dxd6 12. Txd6 Re7 13. Thd1 Cf4 14. Ff3 Tb8 15. T6d2 g5 16. Ca4 d5 17. g3 Cg6 18. Te1 Rf6 19. Fh5 Tb4 20. Cc3 d4 21. e5+ Cxe5 22. Ce4+ Re7 23. Cxg5 h6 24. Cxe6 Fxe6 25. Txe5 Td8 26. f4 Tb5 27. Tde2 Rf6 28. Ff3 c5 29. a4 Tb4 30. Txc5 Txa4 31. b3 Tb4 32. Fe4 Fg4 33. Te1 Td6 34. Fd3 Fd7 35. Tee5 Fe6 36. Rd2 Tbb6 37. Ta5 Tbc6 38. Ta4 Tb6 39. Te4 Ff5 40. Texd4 Te6 41. Fc4 Tec6 42. Ta5 Fc8 43. Fd3 Fe6 44. Td8 Fc8 45. Tad5 Fe6 46. Th5 Rg7 47. f5 1-0